# Jørgen Møller
Jørgen Møller, född 2 november 1930, död 2011, var en dansk arkitekt och formgivare.
Jørgen Møller började arbeta som murare och utbildade sig till arkitekt med examen 1961. Han arbetade på Arne Jacobsens arkitektkontor i Köpenhamn 1961-1967 och för Erik Herløw 1967-1969. Han startade en egen arkitekt- och formgivningsfirma 1969, och arbetade bland annat för Georg Jensen och Royal Copenhagen. Han blev bland annat känd för sin kapsylöppnare Elephant av polerad aluminium, bestick och armbandsur för Georg Jensen, pallar och småbord samt andra hushållsprodukter, men ritade också villor.
Jørgen Møller är representerad på British Museum.